# Tykho Moon
Tykho Moon è un film del 1996 diretto da Enki Bilal.